# Бостон (район, Линкольншир)
Бостон (англ. Boston) — неметрополитенский район (англ. non-metropolitan district) в церемониальном графстве Линкольншир в Англии. Административный центр — город Бостон.

## География
Район расположен на побережье Северного моря в восточной части графства Линкольншир.

## Состав
В состав района входят 1 город:
- Бостон

и 22 общины (англ. civil parish):
| - Альгаркерк - Амбер Хилл - Бенингтон - Бикер - Баттервик - Фиштофт - Фосдайк - Фрамптон - Фрейстон | - Холланд Фен вит Бразертофт - Киртон - Левертон - Олд Лик - Саттертон - Суинесхед - Уигтофт - Рангл - Уайбертон |